# Karine Chemla
Karine Chemla (Túnez, 8 de febrero de 1957) es una historiadora de las matemáticas y sinóloga francesa que trabaja como directora de investigación en el Centro Nacional para la Investigación Científica (CNRS). Chemla es también miembro del Instituto para el Estudio del Mundo Antiguo de la Universidad de Nueva York.

## Educación
Chemla fue elegida miembro de la Sociedad Filosófica Americana en 2019. Chemla estudió en la Universidad de París Diderot y en la Escuela Normal Superior de París, obteniendo un diploma en matemáticas en 1978, y un diploma de estudios avanzados en 1979. En aquel momento, su investigación se centraba en las matemáticas puras. Sin embargo, en 1980, influenciada por la obra de Iliya Prigogin, obtuvo una beca Singer-Polignac para viajar a China y estudiar la historia de las matemáticas chinas. Una vez regresó a Francia, obtuvo el doctorado en historia de las matemáticas en la Universidad 13 de París en 1982, y entonces empezó a trabajar en el CNRS. La investigación de Chemla incluye las matemáticas chinas, la geometría francesa del siglo XIX y la teoría de la historia de las matemáticas. Junto con Guo Shuchun, Chemla publicó en 2004 una edición crítica y una traducción al idioma francés de "Los nueve capítulos de las artes matemáticas".

## Reconocimiento
Chemla fue una conferenciante invitada en el Congreso Internacional de Matemáticas de 1998. Se convirtió en miembro de la Academia Alemana de Ciencias Naturales Leopoldina en 2004, de la Academia Internacional de la Historia de la Ciencia en 2005, y de la Academia Europea de Ciencias en 2013. En los años 2013-2014 fue titular de la silla Sarton de historia de la ciencia en la Universidad de Gante. Chemla fue la ganadora del Premio Otto Neugebauer en 2020.